# Synallaxis
A Synallaxis a madarak (Aves) osztályának verébalakúak (Passeriformes) rendjébe és a fazekasmadár-félék (Tyrannidae) családjába tartozó nem.

## Rendszerezésük
A nemet Louis Pierre Vieillot francia ornitológus írta le 1818-ban, az alábbi fajok tartoznak ide:
- Synallaxis scutata
- Synallaxis cinerascens
- Synallaxis gujanensis
- Synallaxis maranonica
- Synallaxis albilora
- Synallaxis kollari
- Synallaxis erythrothorax
- Synallaxis candei
- Synallaxis tithys
- Synallaxis fuscorufa
- Synallaxis unirufa
- Synallaxis castanea
- Synallaxis cinnamomea
- Synallaxis rutilans
- Synallaxis cherriei
- Synallaxis hypochondriaca[1] vagy Siptornopsis hypochondriaca[2]
- Synallaxis stictothorax
- Synallaxis zimmeri
- Synallaxis brachyura
- Synallaxis subpudica
- Synallaxis hellmayri[1] vagy Gyalophylax hellmayri[2]
- Synallaxis moesta
- Synallaxis macconnelli
- Synallaxis cabanisi
- Synallaxis ruficapilla
- pernambucói tüskefarkú (Synallaxis infuscata)
- Synallaxis hypospodia
- Synallaxis spixi
- Synallaxis albigularis
- Synallaxis beverlyae[1]
- Synallaxis albescens
- Synallaxis frontalis
- Synallaxis azarae
- Synallaxis courseni
- Synallaxis propinqua[2] vagy Mazaria propinqua[1]
- Synallaxis cinerea[2] vagy Synallaxis whitneyi[1]

## Előfordulásuk
Mexikó, Közép-Amerika és Dél-Amerika területén honosak. Természetes élőhelyeik a szubtrópusi vagy trópusi erdők, szavannák és cserjések. Állandó, nem vonuló fajok.

## Megjelenésük
Átlagos testhosszuk 11-18 centiméter közötti.

## Életmódjuk
Főleg ízeltlábúakkal táplálkoznak, de magvakat és gyümölcsöket is fogyasztanak.